# عمارت دادگستری شهرستان کومال

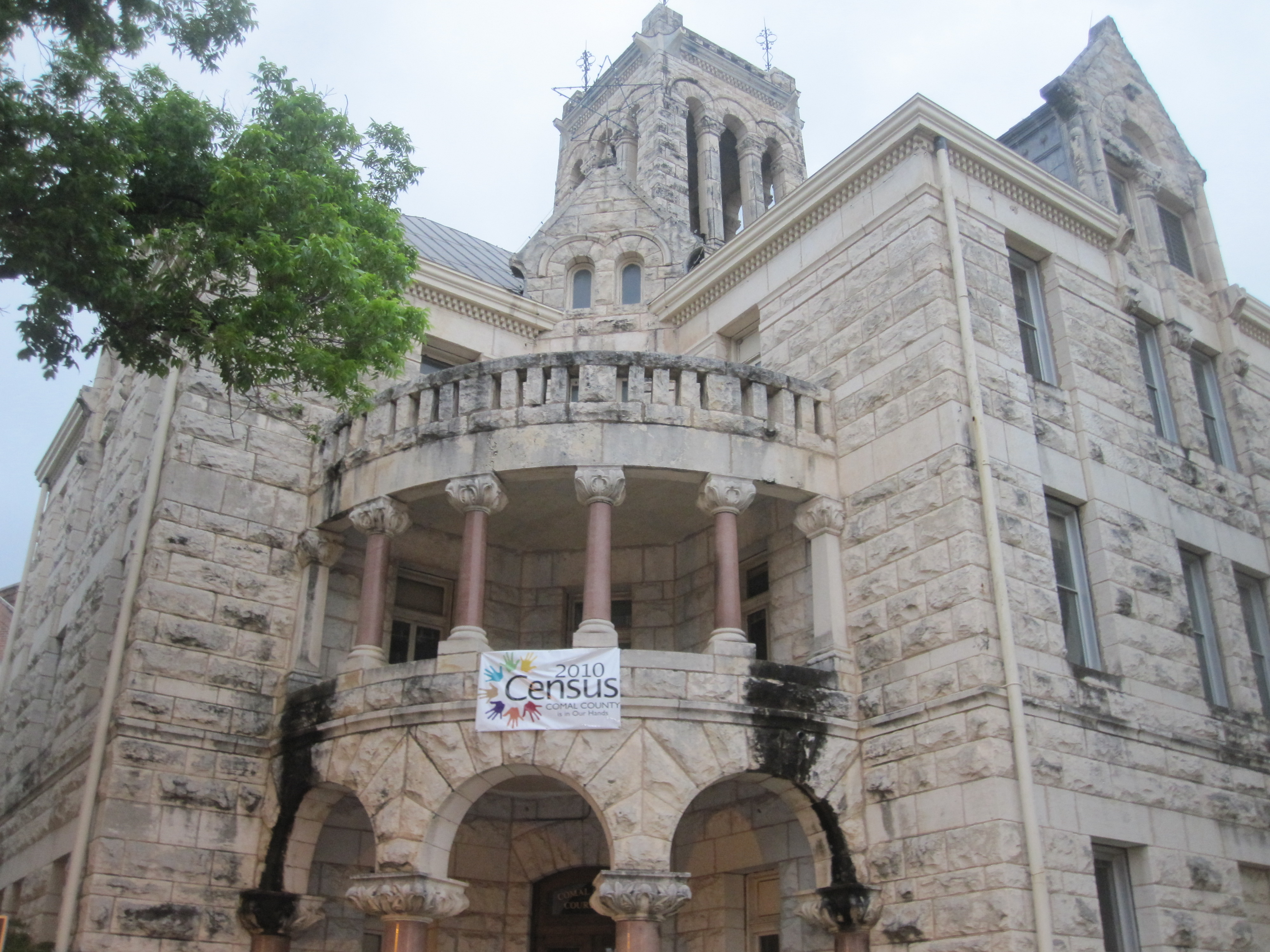

عمارت دادگستری شهرستان کومال (به انگلیسی: Comal County Courthouse) عمارتی تاریخی در شهر نیوبرانفلز از شهرستان کومال، تگزاس است.
این بنا در قرن نوزدهم ساخته گردید و معمار آن جیمز رایلی گوردن بود.